# 王璟 (正統進士)
王璟（1408年—？），字仲瑩，直隸淮安府海州人，軍籍。明朝政治人物。同進士出身。

## 生平
正統三年（1438年）戊午科應天府鄉試第六十三名。正統四年（1439年）聯捷己未科會試第九十九名，殿試登進士第三甲第六十一名。

## 家族
曾祖王文。祖王原清。父王本立。